# Nova Timboteua
Nova Timboteua är en kommun i Brasilien.   Den ligger i delstaten Pará, i den nordöstra delen av landet, 1 600 km norr om huvudstaden Brasília. Antalet invånare är 13 660.
Omgivningarna runt Nova Timboteua är en mosaik av jordbruksmark och naturlig växtlighet. Runt Nova Timboteua är det ganska glesbefolkat, med 27 invånare per kvadratkilometer.